# 南手龍屬
南手龍屬（學名：Austrocheirus）是阿貝力龍超科恐龍的一屬，生活於晚白堊纪時期的阿根廷。在2010年，由馬丁·埃斯庫拉（Martín Ezcurra）、Federico Agnolin和费爾南多·諾瓦斯命名和描述。模式種是伊薩西南手龍（A. isasii），屬名由拉丁文的南方（austros）
與手（cheirus）所構成。種名則是以製作標本的馬塞洛·巴勃羅·伊薩西（Marcelo Pablo Isasi）為名。
在2002年3月17日，在阿根廷的帕里艾克组（Pari Aike Formation）發現南手龍的化石，地質年代為约9620萬年前。正模標本（編號MPM-PV 10003）包括部分不完整的脊椎、掌骨、脛骨末端、蹠骨、和一些指骨的碎片。
根據親緣分支分類法研究，顯示南手龍位於阿貝力龍超科的基础地位，但比角鼻龙和柏柏尔龙衍化。南手龍是種中型恐龍，前肢並沒有明顯縮短，是第一個發現的前肢沒有縮短的阿貝力龍超科恐龍。